# Mont Hayes
Pour les articles homonymes, voir Hayes.
Ne doit pas être confondu avec Volcan Hayes.
Le mont Hayes (en anglais : Mount Hayes) est un sommet de l’Alaska, aux États-Unis. Il culmine à 4 216 mètres d'altitude et fait partie de la chaîne d'Alaska.
Il présente une hauteur de culminance de 3 501 mètres, qui le place en 51e position dans le monde, et des versants abrupts. Par exemple, sa face nord s'élève d'environ 2 440 m sur une distance de seulement 3,2 km.
Il est gravi pour la première fois en 1941 par Bradford et Barbara Washburn, ainsi que quatre autres alpinistes par sa face nord. La voie la plus fréquentée aujourd'hui passe par l'est.
Le mont Hayes n'est pas fréquemment escaladé en raison de son isolement et des difficultés d'accès résultantes.